# INSL6
INSL6 یا شبه انسولین ۶ (انگلیسی: Insulin like 6) یک پروتئین است که در انسان توسط ژن «INSL6» کُدگذاری می‌شود.
این پروتئین متعلق به ابرخانوادهٔ انسولین‌هاست و شباهت ساختاری زیادی به ریلکسین و فاکتور شبه ریلکسین دارد. این ژن بیشتر در بیضه بیان می‌شود و محل ساخت آن «سلول‌های بینابینی» دربرگیرندهٔ لوله‌های منی‌ساز است که نشان می‌دهد این پروتئین در تکوین اسپرم و شکل‌گیری لقاح نقش دارد.

## برای مطالعهٔ بیشتر
این مقاله حاوی مطالبی از کتابخانه ملی پزشکی ایالات متحده آمریکا است که در مالکیت عمومی قرار دارد.